# Волфганг Вайраух (поощрителна награда)
Литературната поощрителна награда „Волфганг Вайраух“ (на немски: Wolfgang-Weyrauch-Förderpreis) се присъжда от град Дармщат на всеки две години на млад поет или млада поетеса в рамките на конкурса „Литературен Март“.
След 1997 г. двете поощрителни отличия към наградата „Леонс и Лена“ – всяко на стойност по 4000 € – приемат името на немския писател Волфганг Вайраух.

## Носители на наградата (подбор)
- Хансйорг Шертенлайб (1985)
- Дурс Грюнбайн (1989)
- Барбара Кьолер (1991)
- Улрике Дрезнер (1995)
- Францобел (1997)
- Марион Пошман (2003)
- Нора Босонг (2007)